# De 3 fra Radioen
De 3 fra Radioen var en dansk vokalgruppe, der bestod af Ingvar Blicher-Hansen (1911- 95) , Svend Saaby (1910 – 95) og Knud Vad Thomsen (1905 – 71). Trioen kunne høres live i Danmarks Radio og indspillede desuden en række grammofonplader( ca. 20) f.eks. Den lyse nat (1940) og Rococo Menuet (1943).